# Nexton
Nexton (ネクストン Nekusuton?) es una compañía de software japonesa especializada en la edición y distribución de videojuegos del tipo novelas visuales para unos nueve desarrolladores de juegos asociados con Nexton. La empresa está ubicada en la Prefectura de Osaka , Osaka , Japón.

## Creaciones
- BaseSon
- Liquid
- Lusterise
- Nomad
- Psycho
- PL+US
- RaSeN
- Score
- Tactics